# Lakewood (Nova Jérsei)
Lakewood é uma Região censo-designada localizada no estado americano de Nova Jérsei, no Condado de Ocean.

## Demografia
Segundo o censo americano de 2000, a sua população era de 36.065 habitantes.

## Geografia
De acordo com o United States Census Bureau tem uma área de
19,0 km², dos quais 18,5 km² cobertos por terra e 0,5 km² cobertos por água. Lakewood localiza-se a aproximadamente 23 m acima do nível do mar.

## Localidades na vizinhança
O diagrama seguinte representa as localidades num raio de 12 km ao redor de Lakewood.